# Жоффруа IV де Жуанвиль
Жоффруа IV (умер в августе 1190), называемый Младшим (фр. Geoffroy le Jeune) — сеньор де Жуанвиль и сенешаль Шампани с 1188 года, участник Третьего крестового похода. Альберик из Труа-Фонтен назвал его Валетом.

## Семья
Жоффруа был старшим сыном Жоффруа III Старшего и его жены Фелисите де Бриенн. Первый муж его матери, Симон I де Бруа, умер примерно до 1137 года, а Жоффруа родился во втором браке - до 1141 года. Начиная с 1179 года участвовал в управлении сеньорией Жуанвиль. Наследовал отцу в 1188 году.
Не позднее 1142 года Жоффруа женился на Хельвиде, дочери крестоносца Ги I де Дампьера. У них было шесть сыновей и две дочери, все перечисленные Альбериком из Труа-Фонтена. Перечень сыновей по порядку их рождения
:
- Жоффруа V (умер ок. 1204), преуспевший как лорд Жуанвиль, был взрослым в 1188 году
- Роберт, лорд Сайи[англ.], в 1201 году сопровождал Готье III де Бриенна в Четвёртом крестовом походе, но умер в Апулии по пути в Святую Землю в 1203 году; в Сайи его сменил младший брат Симон
- Гильом[англ.] (умер в 1226 г.), архидиакон Шалонский (1191 г.), епископ Лангрский (1208 г.) и архиепископ Реймский (1219 г.)
- Симон (умер в 1233 году), преуспел в качестве лорда Сейли в 1203 году и лорда Жуанвиль в 1204 году
- Ги, ставший лордом Сайи после того, как Симон унаследовал Жуанвиль в 1204 году
- Андре, который стал тамплиером
- Фелисите (1195–1237), вышла замуж за Пьера де Бурлемона
- Иоланда (умерла в 1233 году), вышла замуж за Рауля, графа Суассона

## Сеньор
Его отец был сенешалем графства Шампань, неясно, унаследовал ли Жоффруа IV эту должность. Об этом нет записей в сохранившихся документах.
В своём первом зарегистрированном акте, в 1188 году, Жоффруа признал соборную церковь Сен-Лоран в Жуанвиле
как отдельную часовню своей семьи и отказался для себя и своих потомков от права строить часовню в замке Жуанвиль. Это установление было засвидетельствовано его женой и детьми. Будущий Жоффруа V идентифицирован как единоутробный брат Гуго III де Бруа. Тесные отношения между семьями Жуанвиль и Бруа объясняют сходство их гербов.
В 1189 году Жоффруа, с согласия двух старших сыновей, подарил свой виноградник в Мюсе аббатству Сен-Урбен в обмен на слова поминовения, которые каждый год говорят в честь его отца в годовщину смерти. Он также подтвердил пожертвование своего отца для основания монастыря Святого Иакова.
Позже в том же году Жоффруа уладил спор между людьми Вокулёра, города-крепости, принадлежащего Жуанвилям, и аббатством Воз-ан-Орнуа (фр. Vaux en Ornois) по поводу луга. Он также урегулировал спор с монастырём Нотр-Дам в Валь д'Осне, признав, что был неправ, построив мельницу, и заплатил щедрую компенсацию.

## Крестовый поход и смерть
Различные действия, предпринятые в 1188 и 1189 годах, были совершены в рамках подготовки к Третьему крестовому походу, к которому граф Генрих II пообещал присоединиться. По словам Ги де Базоша, хрониста из Шампани, Жоффруа был одним из шампанских дворян, которые, устав от задержек Генриха, самостоятельно отправились в Святую Землю. По словам Эрнуля, он вступил в армию французского короля Филиппа Августа.
Жоффруа сопровождал в крестовом походе его старший сын. Он прибыл во время осады Акры, перед битвой 4 октября 1189 года, когда был убит Андре де Рамрю, приехавший с ним из Шампани. Жоффруа умер во время осады в августе 1190 года, очевидно, из-за болезни или гнойной раны, поскольку у него было время уладить свои последние споры с церковью. Месяц его смерти представлен эпитафией XIV века, написанной его внуком Жаном Жуанвилем для его отца Жоффруа III, который был похоронен в аббатстве Клерво.
В числе своих последних дел Жоффруа уступил часть земли у реки Блез аббатству Монтье-ан-Де и коттеж в Ландевиле Сен-Урбену. В этих актах записаны ведущие члены свиты, которую он взял с собой: его капеллан Дрё и рыцари Гуго де Ландрикур, Рауль де Доммартен, Эд де Вокулёр, Этьен де ла Кот и Гуго де Коломбей, все из которых держали феоды Жуанвилей.
Во время отсутствия Жоффруа его владениями управляла Хельвида. Она всё ещё жила в 1195 году.